# Rue Saint-Vincent-de-Paul
La rue Saint-Vincent-de-Paul est une voie du 10e arrondissement de Paris, en France.

## Situation et accès
La rue Saint-Vincent-de-Paul est une voie publique située dans le 10e arrondissement de Paris. Elle débute au 10, rue de Belzunce et se termine au 5, rue Ambroise-Paré, face à l'entrée de l'hôpital Lariboisière.

## Origine du nom
Elle doit son nom à l'église Saint-Vincent de Paul où elle aboutit.

## Historique
La rue est ouverte, sur l'ancien clos Saint-Lazare, par ordonnance royale du 31 janvier 1827 qui indique dans ses articles 1er et 3e, : 
« Les sieurs André et Cottier sont autorisés à ouvrir sur les terrains à eux appartenant, les rues tracées sur le plan ci-annexé, savoir :
Il sera de plus ouvert une rue de 12 mètres de largeur dans l'axe de l'église portée au plan, et qui, partant de la rue du Chevet-de-l'Église, continuera le prolongement de la rue d'Hauteville. »
C'est une ordonnance royale du 28 mai 1847 qui donne ce nom au prolongement de la rue d'Hauteville à partir de la rue de Belzunce.
En 1855, la rue est prolongée jusqu'à la rue Ambroise-Paré

## Bâtiments remarquables et lieux de mémoire
- No  5 : ici demeurait en 1882, et jusqu'en 1890, l'artiste peintre Pierre Ernest Ballue (1855-1928)[4].